# Xaçmaz (Stadt)
Xaçmaz oder Chatschmas (russisch Хачмаз, auch Khachmaz) ist eine Stadt in Aserbaidschan. Sie ist Hauptstadt des Rayons Xaçmaz. Die Stadt hat 43.000 Einwohner (Stand: 2021). 2014 betrug die Einwohnerzahl etwa 40.600. Die Stadt liegt etwa 20 km südwestlich von Xudat und 10 km vom Kaspischen Meer entfernt.

## Kultur
In der Stadt gibt es ein Teppich-Museum und ein Museum, das der Geschichte der Region gewidmet ist, sowie einen Stadtpark.

## Verkehr
Durch die Stadt verläuft die Bahnstrecke der Azərbaycan Dövlət Dəmir Yolu von Baku nach Russland, ebenso wie die Fernstraße. Xaçmaz ist an das Busnetz des Landes angebunden.